# Bobo (chanson)
Pour les articles homonymes, voir Bobo.
Singles de Aya Nakamura
Fly
(2021) Dégaine
(2022)
Clip vidéo
[vidéo] « Bobo », sur YouTube
Bobo est une chanson de la chanteuse franco-malienne Aya Nakamura, sortie en single le 27 mai 2021,,. Elle est écrite par Aya Nakamura, composée par Some-1ne, est produite par Vladimir Boudnikoff.
Elle a atteint le top 3 en France et le top 20 en Suisse.

## Clip vidéo
Le clip de la chanson, réalisé par Vladimir Boudnikoff, est sorti le 27 mai 2021 sur YouTube. Dans le clip, apparaissent les danseuses Sarah Magassa et Stessy Emilie. Le clip de Bobo compte à ce jour plus de 70 972 956 vues sur YouTube,,.

## Liste de titres
| 1. | Bobo | Aya Nakamura | 3:07 |

## Classements et certification

### Classements hebdomadaires
| Classement (2021)                       | Meilleure position |
| --------------------------------------- | ------------------ |
| France (SNEP)                           | 3                  |
| Suisse (Schweizer Hitparade)            | 16                 |
| Pays-Bas (Nederlandse Top 40)           | 67                 |
| Belgique (Wallonie Ultratop 50 Singles) | 23                 |
| Portugal (AFP)                          | 163                |

### Certification
| Région | Certification | Ventes/Streams |
| --- | ------------- | -------------- |
| France (SNEP)                                                                                             | Diamant       | 50 000 000*    |
| *Ventes selon la certification xNon précisé par la certification ‡ventes/streaming selon la certification |               |                |

## Historique de sortie
| Pays/Région | Date        | Format                    | Label            | Réf.   |
| ----------- | ----------- | ------------------------- | ---------------- | ------ |
| Monde       | 27 mai 2021 | Téléchargement, streaming | Rec. 118, Warner | [ 14 ] |